# Аниция Юлиана
Вижте пояснителната страница за други личности с името Аниция.
Аниция Юлиана (на латински: Anicia Iuliana; * 460, Константинопол; † 530, Константинопол) е влиятелна римска принцеса, дъщеря на западноримския император Олибрий от род Аниции и на Плацидия, дъщеря на император Валентиниан III и Лициния Евдоксия. Аниция е правнучка на източноримския император Теодосий II и на западноримския император Констанций III. Роднина е и на императорите Аркадий, Теодосий I и Валентиниан I.
През 479 г. Аниция, по желанието на тогавашния император Зенон, трябва да се омъжи за гота Теодорих Велики, но бракът не се състои. През 479 г. се омъжва, като втора съпруга, за могъщия остготски военачалник Ареобинд (консул 506 г.), който през 512 г. е за един ден анти-император на Анастасий I в Източен Рим. Двамата имат син Олибрий (консул през 491 г.).
Аниция Юлиана се занимава с изкуство и наука, построява много обществени сгради и църкви. В Константинопол построява църквата Свети Полиевкт. Юлиана носи висшата почетна титла patricia и е единствената жена по нейното време с названието nobilissima, което е само за императорските дъщери. Юлиана принадлежи така към най-богатите и влиятелни жени по нейното време.